# Rothemühle (Dahmetal)

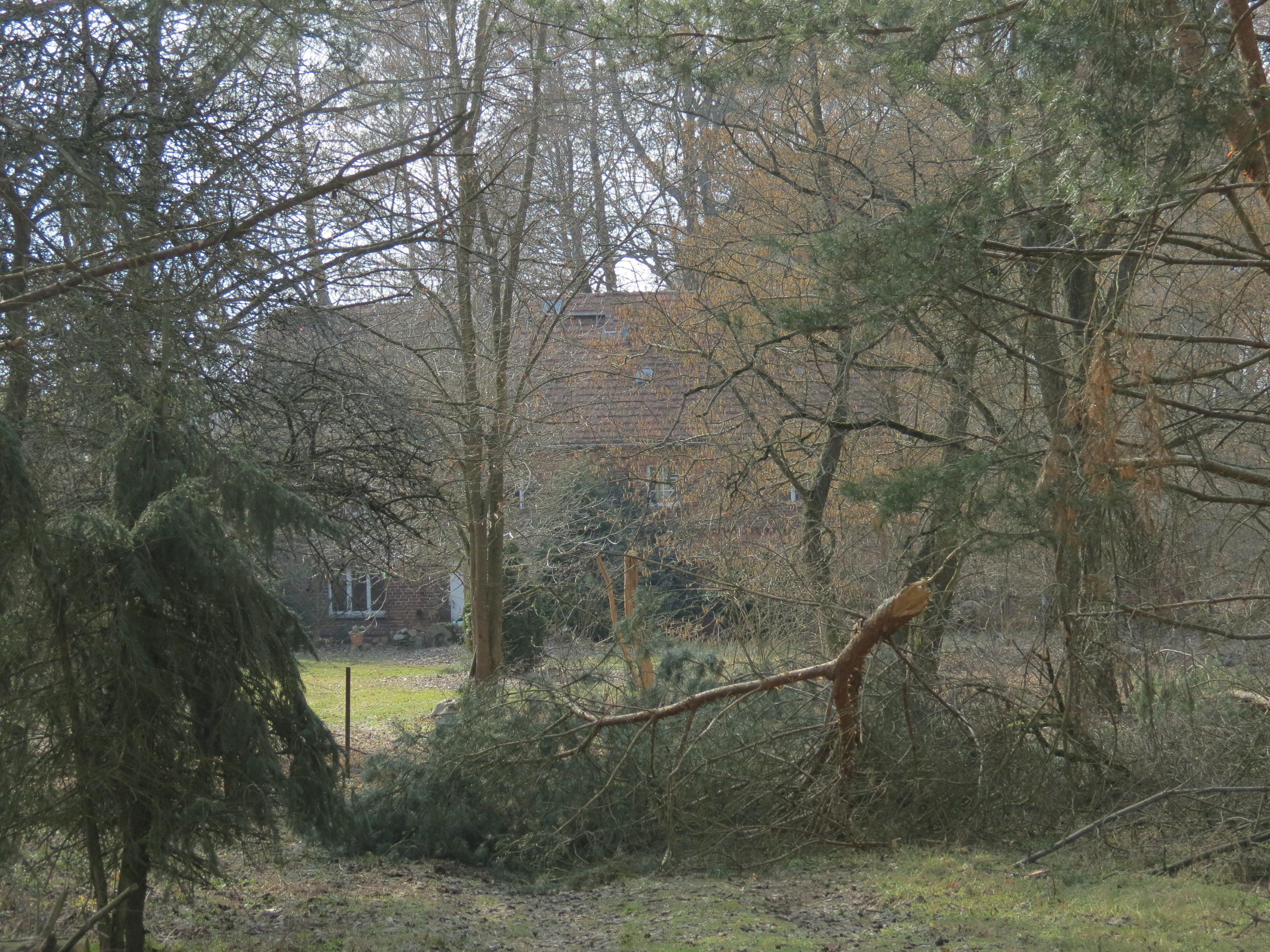
Rothemühle, Nordseite

Die Rothemühle (in älteren Arbeiten, gelegentlich auch noch in neueren Arbeiten Rothe Mühle, selten fälschlich auch Rote Mühle genannt) ist eine historische Wassermühle an der Dahme und ein Wohnplatz im Gemeindeteil Liedekahle der Gemeinde Dahmetal im Landkreis Teltow-Fläming (Brandenburg). Die ehemalige Mühle ist eine der 18 historischen Wassermühlen an der Dahme und eine Station am Dahme-Wassermühlen Rad- und Wanderweg. Sie ist vor 1767/87 entstanden.

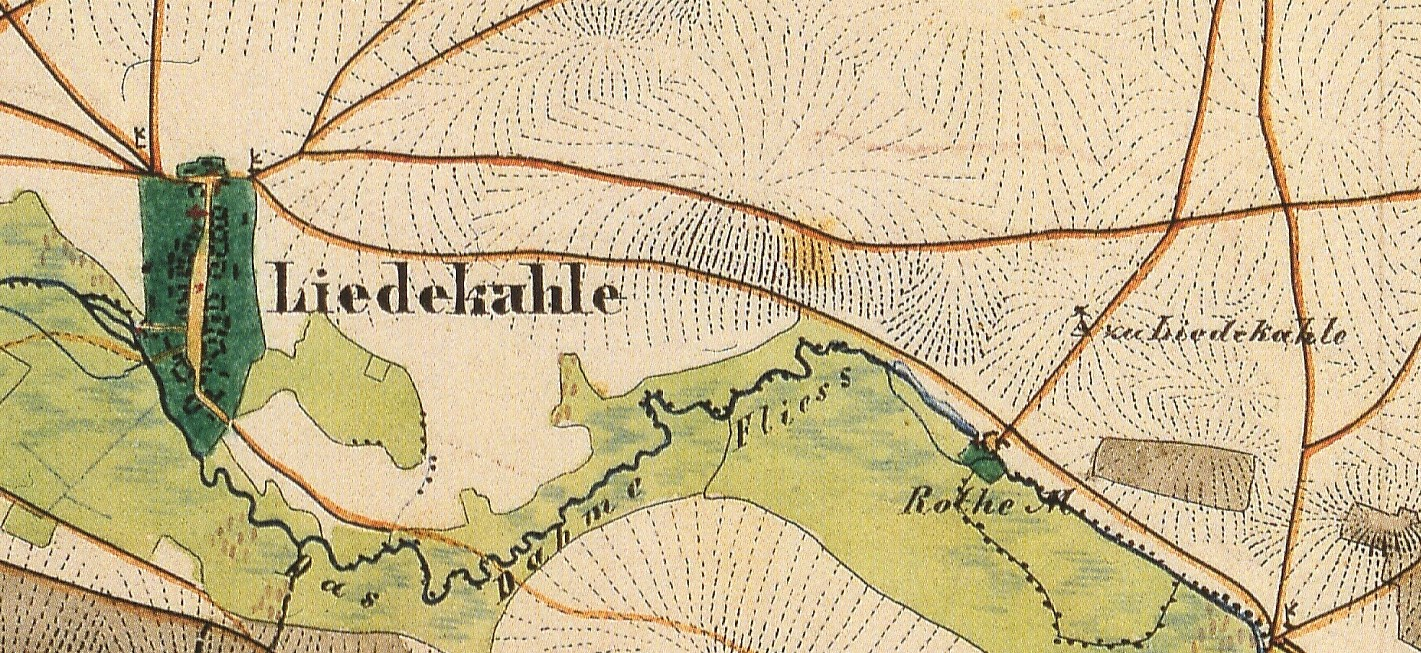
Rothe Mühle und Windmühle auf den Urmesstischblatt Blatt 4047 Golßen von 1847

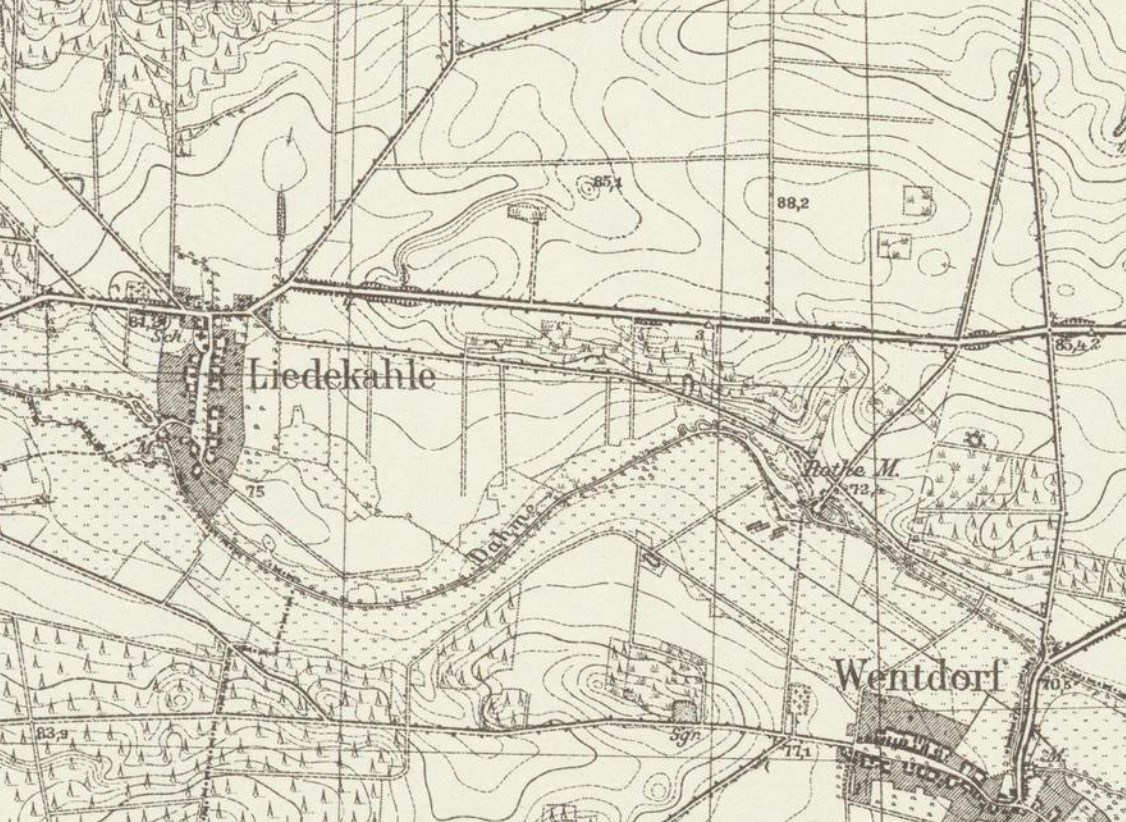
Liedekale, Wentdorf, Rothe Mühle und Liedekahler Wassermühle, Ausschnitt aus dem Messtischblatt 4047 Golßen von 1902

## Lage
Die liegt rd. 600 Meter nordnordwestlich des westlichen Ortsausgangs von Wildau-Wentdorf und 1,6 Kilometer östlich der Dorfaue von Liedekahle. Sie ist nur über Feldwege von der L71 (Drahnsdorf-Liedekahle) zu erreichen. Trotz der größeren Entfernung gehört die Rothemühle zu Liedekahle und nicht zu Wildau-Wentdorf. Sie hat den kommunalpolitischen Status eines Wohnplatzes. Rothemühle liegt auf etwa 71 m ü. NHN.

## Geschichte
Die Website Ländliche Baukultur suggeriert mit Baujahr 1356 eine Erstnennung der Rothemühle in diesem Jahr. Das Jahr 1356 bezieht sich auf die Erstnennung von Liedekahle, in der aber von einer Mühle keine Rede ist.
Die erste urkundliche Nennung der Rothemühle ist das Schmettausche Kartenwerk von 1767/87. Dort ist die Mühle schon unter dem heutigen Namen Rothe M. eingezeichnet. Der Name könnte von einem Besitzer Rothe oder von der Farbe, etwa von einem frühen Ziegelbau abgeleitet sein.
1784 klagte die Gemeinde Wentdorf gegen einen Wassermüller namens Gottfried Richter zu Liedekahle wegen des Aufwerfens eines Fließwalles. Bei diesem Wassermüller Gottfried Richter zu Liedekahle kann es sich nur um den Müller der Rothemühle handeln, denn die Liedekahler Wassermühle war zu weit weg, um die Gemeinde Wentdorf zu beeinträchtigen. Die Grenze zwischen Liedekahle und Wildau-Wentdorf verläuft entlang der Dahme und biegt weit vor dem Ortskern (und der Liedekahler Wassermühle) nach Süden ab. Vermutlich wurde durch diesen Fließwall das Wasser der Dahme gestaut und damit die angrenzenden Wiesen der Gemeinde Wentdorf überschwemmt oder vernässt.
August Schumann nennt 1818 (er beschreibt aber den Zustand zu sächsischer Zeit; i.e. vor/bis 1815) zwei Wassermühlen und eine Windmühle in Liedekahle. Die Topographisch-statistische Uebersicht des Regierungsbezirks Frankfurth a. d. O. von 1820 führt die Liedekahler Mühlen auf, eine Wind- und eine Wassermühle. Dazu gehörte eine Feuerstelle (Wohngebäude), in dem vier Personen lebten. Dass es nur eine Wassermühle in Liedekahle gab ist sicher falsch, denn nur wenig vorher und nachher sind zwei Wassermühlen in Liedekahle nachgewiesen.
1825 wird die Rothemühle von Alexander August Mützell in der Schreibweise Rothe Mühle aufgeführt. Die Reinkarte von 1829 nennt die Rothe Mühle und die Kleine Mühle, mit der die Liedekahler Wassermühle gemeint ist.
Die Topographisch-statistische Uebersicht des Regierungs-Bezirks Frankfurt a. d. O. von 1840 wiederholt die falschen Angaben von 1820 (Dorf mit einer Windmühle und einer Wassermühle). Im Urmesstischblatt Blatt 4047 Golßen von 1847 ist die Rothe Mühle unter diesem Namen eingezeichnet, auch das Mühlengehöft der Liedekahler Wassermühle ist gut kenntlich. Nordöstlich der Wassermühle ist noch eine Windmühle eingezeichnet. Damit ist auch der Standort der bereits mehrfach erwähnten Windmühle geklärt. Wann diese Windmühle gebaut wurde und wann sie wieder abgerissen wurde, ließ sich bisher nicht sicher ermitteln. Schumann erwähnt die Windmühle für die Zeit vor 1815, entsprechend muss sie noch zu sächsischer Zeit errichtet worden sein. Sie ist 1864 letztmals erwähnt. Sie fehlt bereits auf der Topographischen Karte 1:25.000 Blatt 4067 Golßen von 1905. Sie wurde daher zwischen 1864 und um/vor 1900 abgerissen.
1856 gehörte die Mühle einem A. Thinius. Riehl und Scheu erwähnen 1861 nur die zwei Wassermühlen in Liedkahle. Vielleicht existierte die Windmühle schon zu dieser Zeit nicht mehr und die Nennung von 1864 ist nur eine Wiederholung älterer Verhältnisse. Eine der Wassermühlen war nach ihren Angaben bereits mit Dampfkraft verbunden. Bei dieser Mühle kann es sich nur um die Kleine Mühle oder Liedekahler Wassermühle handeln. Der Besitzer war ein Mann namens Oelschläger aus der weitverbreiteten Müller-Sippe der Oelschläger. Woher er kam, ließ sich bisher noch nicht klären.
Das Topographisch-statistische Handbuch des Regierungs-Bezirks Frankfurt a. O. von 1864 beschreibt Liedekahle wie folgt: Dorf mit einer Windmühle und zwei Wassermühlen. 1871 war Rothemühle ein Wohnplatz von Liedekahle. Im einzigen Wohnhaus der kleinen Siedlung lebten 10 Personen.
1925 gehörte die Mühle einem Gustav Bischoff. Er ist bis 1935 auf  nachgewiesen und musste wohl schuldenhalber verkaufen. Nächster Besitzer war 1938 der Landwirt Reinhold Grühlke. 1944 war der Landwirt Erich Siebert neuer Besitzer der Wassermühle.

## Mühlengebäude und wasserbauliche Anlagen
Nach einem Bericht in der Lausitzer Rundschau von 2015 soll die Mühle um 1900 erbaut worden sein. Dies ist sicher falsch und könnte sich allenfalls auf einen Neubau der Mühle beziehen. Eine Quelle für die Jahreszahl 1900 ist nicht genannt. Auf der Reinkarte von 1829 sind vier größere Gebäude und ein etwas abseits stehendes kleineres Gebäude zu erkennen. Das größte Gebäude ist das Mühlengebäude, mit der Längsachse annähernd parallel zur Dahme stehend. Das heutige Mühlengebäude und ein zweites Gebäude stimmen in der Ausrichtung mit der Reinkarte von 1829 überein, d. h. es sind wahrscheinlich noch die Gebäude von 1829. An der flussseitigen Wand des Mühlengebäudes sind noch die Umrisse eines Radhauses und das (zugemauerte) Loch für die Radachse zu sehen. Das Mühlengebäude ist heute anscheinend nicht ständig bewohnt.
Die Dahme wurde an der Mühle mittels zwei nebeneinanderliegenden Staustufen zu einem kleinen See aufgestaut. Das in Fließrichtung linke Wehr leitete das Wasser in das Gerinne und zum Wasserrad. Das rechte Wehr führte zur Freiarche. Unterhalb der Mühle befanden sich zwei Teiche zur Fischzucht. Während die Dahme oberhalb der Mühle quasi kanalisiert ist, mäandriert sie unterhalb der Mühle im ursprünglichen Flussbett.